# Strîieva, Novohrad-Volînskîi
Strîieva (în ucraineană Стриєва) este localitatea de reședință a comunei Strîieva din raionul Novohrad-Volînskîi, regiunea Jîtomîr, Ucraina.

## Demografie
Componența lingvistică a localității Strîieva
     Ucraineană (98,34%)
     Rusă (1,45%)
     Alte limbi (0,21%)
Conform recensământului din 2001, majoritatea populației localității Strîieva era vorbitoare de ucraineană (98,34%), existând în minoritate și vorbitori de rusă (1,45%).